# Wnioskowania prawnicze
Wnioskowania prawnicze – w ich przypadku wyprowadza się obowiązywanie jednych norm prawnych z obowiązywania innych norm prawnych. Służą one do wypełniania luk w prawie, zwłaszcza luk extra legem.
Inne używane na nie określenia to wykładnia logiczna albo wykładnia uzupełniająca (konsekwencyjnie lub kreująco) albo reguły inferencyjne (inferencji) albo logiczne rozwijanie norm. Niekiedy zalicza się je również – razem z regułami kolizyjnymi i dyrektywami wykładni – do tzw. wykładni prawa sensu largo lub tzw. reguł egzegezy.
Reguły wnioskowań prawniczych
1. Argumentum a contrario – niestosowanie obowiązującej normy prawnej do sytuacji, do których nie odnosi się ona wprost
2. Argumentum a simile – zastosowanie normy prawnej do sytuacji nieregulowanej przez obowiązujące normy prawne – przepisów regulujących podobne sytuacje
3. Wnioskowania instrumentalne - zwłaszcza reguły instrumentalnego zakazu i nakazu (rozumowanie z celu na środki)
4. Argumentum a fortiori:

- a minori ad maius – wnioskowanie z mniejszego na większe (komu nie wolno mniej, temu tym bardziej nie wolno więcej)
- a maiori ad minus – wnioskowanie z większego na mniejsze (komu wolno więcej, temu tym bardziej wolno mniej)[2]

W nauce prawa przyjmuje się, że z wnioskowań prawniczych wolno korzystać z reguły dopiero wtedy, gdy skorzystanie z wykładni (sensu stricto) jest niewystarczające.